# António Soares dos Reis
António Manuel Soares dos Reis (Mafamude, Vila Nova de Gaia, 14 de outubro de 1847 – Santa Marinha, Vila Nova de Gaia, 16 de fevereiro de 1889) foi um ilustre escultor portuense, considerado um dos maiores escultores portugueses do século XIX. 

## Biografia
António Manuel Soares dos Reis nasceu a 14 de outubro de 1847, no lugar de Santo Ovídio, freguesia de Mafamude, concelho de Vila Nova de Gaia. Era filho de Manuel Soares Júnior, proprietário de uma tenda de mercearia a retalho, e de sua mulher Rita do Nascimento de Jesus. Recebeu o apelido "dos Reis", de seu avô materno, António José dos Reis.
Educado em rígida disciplina familiar, Soares dos Reis frequentou as aulas de instrução primária ao mesmo tempo que auxiliava o pai na tenda como marçano. Desde cedo se fizeram notar os seus dotes artísticos. Às escondidas do pai, talhava pequenos bonecos em madeira e modelava santinhos de barro que expunha ao Sol, no quintal. Essas figuras foram notadas pelo vizinho Diogo de Macedo e pelo pintor Resende que convenceram o pai de Soares dos Reis a enviá-lo para a Escola de Belas Artes. Foi assim que, em 1861, com apenas 14 anos, se matriculou na Academia Portuense de Belas Artes, onde foi aluno de Fonseca Pinto, tendo concluído o curso de escultura em 1866. Durante a frequência do curso colheu prémios e louvores, obtendo o 1.º prémio nas cadeiras de desenho, arquitetura e escultura.

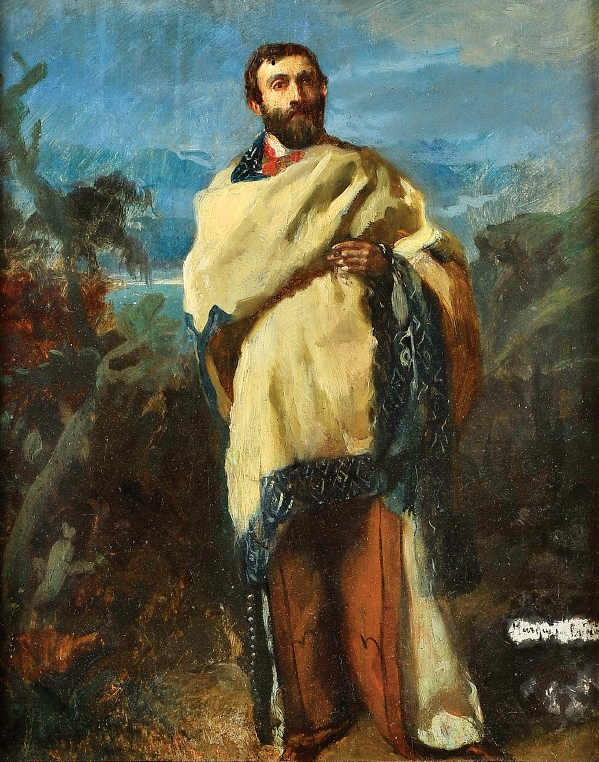
Escultor Soares dos Reis (1882), por Marques de Oliveira.

Aos 20 anos tornou-se pensionista do Estado no estrangeiro. Em 1867, tendo vencido o concurso com um busto, Firmino, com o espírito romântico que a escultura portuguesa não conhecera ainda, parte para Paris, onde frequentou o atelier de François Jouffroy e a École Imperiale et Speciale des Beaux Arts, recebendo aulas de Adolphe Yvon e de Hippolyte Taine. Também aqui Soares dos Reis alcançou a classificação de n.º 1 do curso, distinção que levou os seus colegas a batizá-lo com o epíteto de voleur des prix (ladrão de prémios).
Mas a eclosão da Guerra Franco-Prussiana obrigou-o a regressar ao país. Por instâncias dos seus professores da Academia Portuense é enviado para Roma, a fim de completar o período de pensionato, sem assumir qualquer professor. Soares dos Reis chegou à Cidade Eterna em 1871 e foi aqui que executou uma das suas obras mais românticas e originais, O Desterrado, sua obra maior. Obra formalmente clássica, O Desterrado é também a nostalgia da Pátria distante uma «estátua da saudade». De inspiração classicista, a obra (na altura tida como plágio, o que iria angustiar durante muito tempo o escultor) é um notável trabalho dos volumes, permitindo jogos de luz e sombra, a acentuarem o sentido do título. A obra exerceu influência direta sobre obras da subsequente geração de escultores.
Resultado do seu contacto com a escultura europeia da época, a fase seguinte da obra de Soares dos Reis, para além do virtuosismo técnico da sua execução, iria ser marcada pelos valores do realismo, patentes, em várias obras.
Chegado ao Porto em 1872, Soares dos Reis foi recebido pelos seus conterrâneos com aplausos e admiração, sendo nomeado Académico de Mérito da Academia Portuense de Belas Artes, em 1873. Em 1875, é nomeado Académico de Mérito pela Academia de Belas Artes de Lisboa. E em 1878 recebe uma Menção honrosa na Exposição Universal de Paris. Até 1880, o escultor produziu, expôs e foi reconhecido por diversos trabalhos. Foi um dos fundadores do Centro Artístico Portuense, organismo que muito contribuiu para a difusão das artes plásticas no país.
Contudo, Soares dos Reis será acusado de plagiar a estátua de Ares do Museu das Termas — e mais tarde dir-se-á mesmo que não era ele o autor d’O Desterrado, acusações que atingiram profundamente o artista. A obra é exposta em 1874 na Academia e em 1881 obtém uma medalha de ouro em Madrid sendo agraciado com o Grau de Cavaleiro da Ordem de Carlos III.

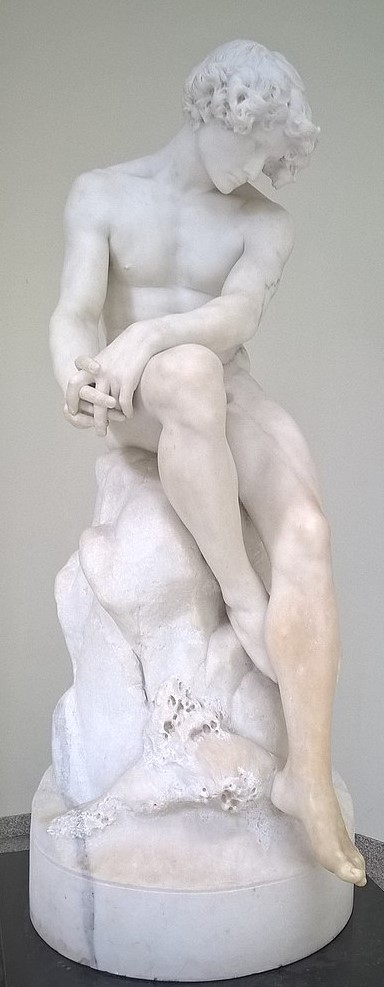
O Desterrado

Obra revolucionária para a época, revelando qualidade e inspiração pessoal, O Desterrado é bem a expressão de uma certa ideia de Pátria a que os Vencidos da Vida se acordarão. Soares dos Reis fará posteriormente a estátua do Conde de Ferreira (1876), de D. Afonso Henriques (1887), de Brotero (1888), os retratos de Hintze Ribeiro, Correia de Barros e Fontes Pereira de Melo e os bustos da Viscondessa de Moser (1884) e «da Inglesa» (1887). Aceitou outras encomendas menores, por desespero e falta de outras — santos para confrarias, ornatos para estuques, gravuras para O Occidente, etc. Em 1881 é nomeado professor da Escola de Belas-Artes do Porto, onde pretende reformar o ensino da escultura, contando com a oposição obstinada dos seus colegas. Expõe em Paris, em 1881, na Exposição Universal.
O seu ecletismo revelou-se na escultura de temática religiosa, onde também deixou uma marca naturalista (Cristo Crucificado, 1877) ou evocadora de um certo goticismo (São José e São Joaquim, peças esculpidas para a frontaria da capela da família Pestana, no Porto).
A 15 de julho de 1885, casa em Mafamude, com Amélia Aguiar de Macedo, de quem teve dois filhos: Raquel Engrácia de Macedo Soares dos Reis (1886-1952) e Fernando de Macedo Soares dos Reis (1888-?), que viriam a falecer sem deixar descendência. Dedicado à divulgação da escultura, leccionou nos cursos noturnos do Centro Artístico Portuense, de sua iniciativa. Sofrendo, na sua intenção de renovar o ensino da escultura, a oposição de outras figuras ligadas às instituições da época, o escultor, de temperamento depressivo, abandona o Centro Artístico Portuense em 1887 e, dois anos depois, em 1889, suicida-se no seu atelier em Vila Nova de Gaia. É encontrado apoiado à sua mesa de trabalho. Desfechara um tiro de revólver contra a cabeça. Na parede branca atrás da cadeira onde ficou sentado, escrevera: «Sou cristão, porém, nestas condições, a vida para mim é insuportável. Peço perdão a quem ofendi injustamente, mas não perdoo a quem me fez mal». Tinha 41 anos e foi sepultado no cemitério de Mafamude, na localidade onde nascera, numa sepultura de mármore com o busto da Saudade, obra de sua autoria.
Incapaz de se sobrepor à incompreensão e ao descrédito lançados contra o seu valor artístico e de enfrentar a obstrução sistemática aos seus esforços de inovação como docente, recorreu ao suicídio, deixando uma obra ímpar na escultura da segunda metade do século XIX.
«Porto, 16 – Suicidou-se hoje às 08h00 da manhã, na sua casa da Rua de Luís de Camões, em Vila Nova de Gaia, disparando dois tiros de revólver na cabeça, o eminente estatuário Soares dos Reis, lente de escultura na Academia de Belas Artes e autor de verdadeiras obras primas. (…) São desconhecidas as causas que determinaram o suicídio.» In “Diário de Noticias”, 17 de fevereiro de 1889.

## Algumas Obras
- O desterrado, 1872
- O bêbado - Museu Soares dos Reis, Porto
- Estátua de Afonso Henriques, 1888 - Colina Sagrada, Guimarães (réplica no Castelo de São Jorge, Lisboa) (ver também 2 existentes no Regimento de Artilharia N.º 5 em Gaia)
- Flor Agreste - Museu Nacional Soares dos Reis, Porto
- Estátua de Avelar Brotero, 1887 - Jardim botânico de Coimbra

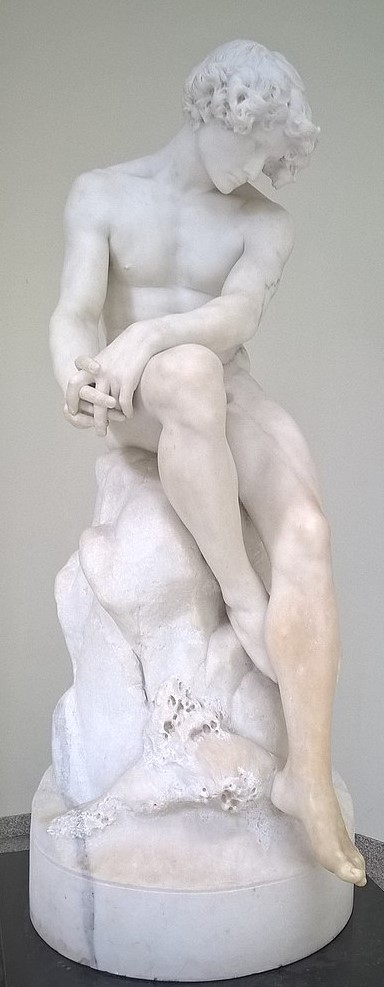
O desterrado, 1872, mármore de Carrara, Museu Nacional Soares dos Reis, Porto.
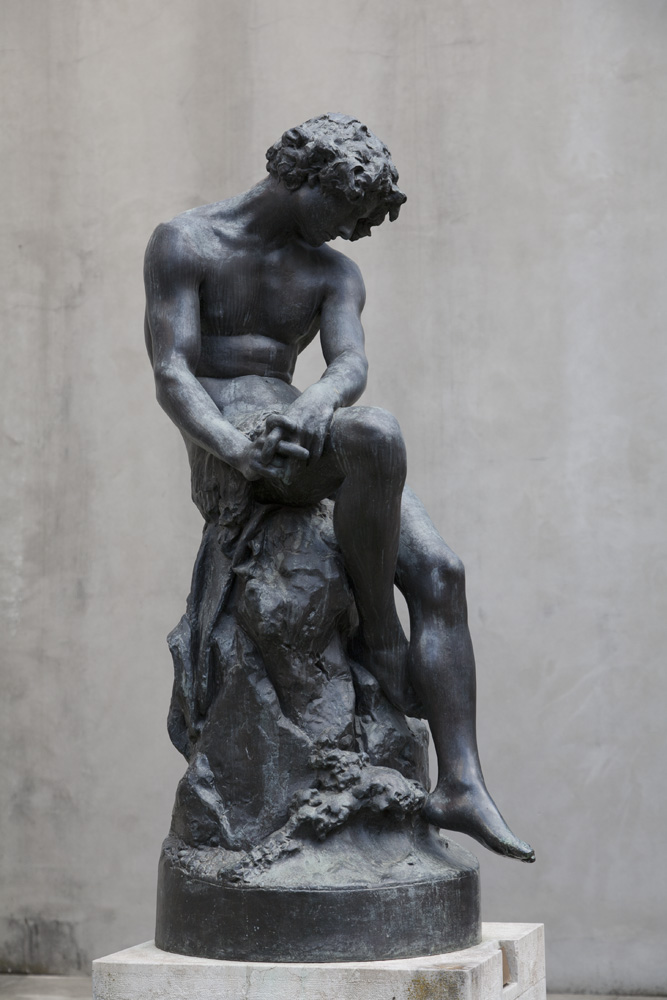
O desterrado, 1872, bronze, Museu Nacional de Arte Contemporânea do Chiado, Lisboa
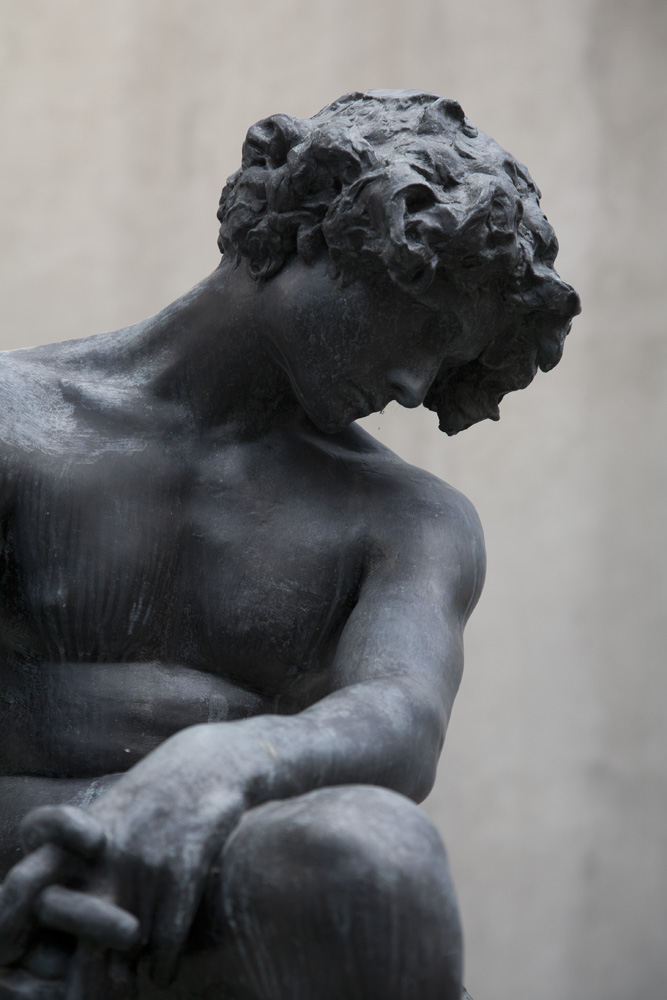
O desterrado, 1872, bronze (pormenor)
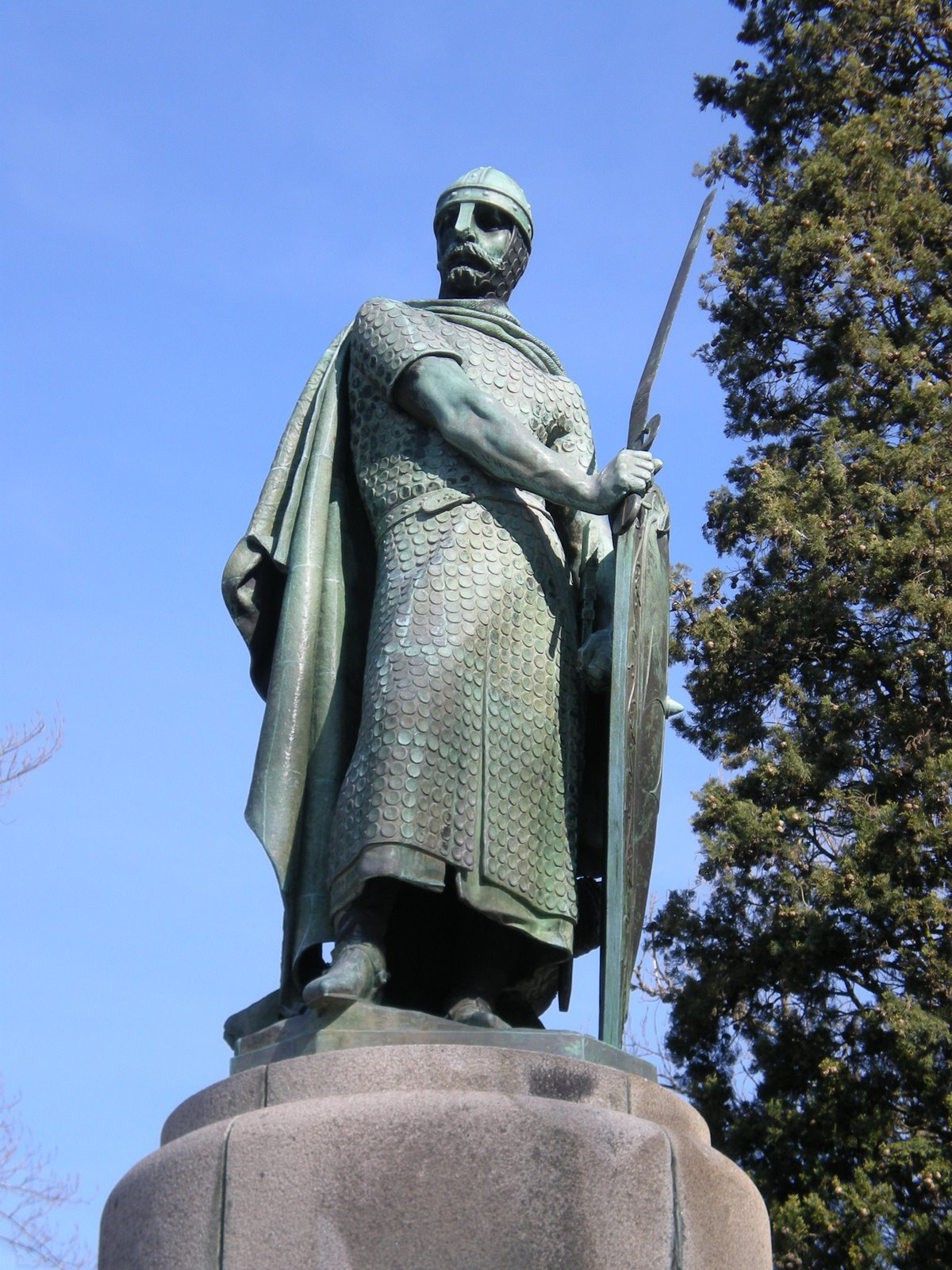
Monumento a D. Afonso Henriques, bronze, Guimarães
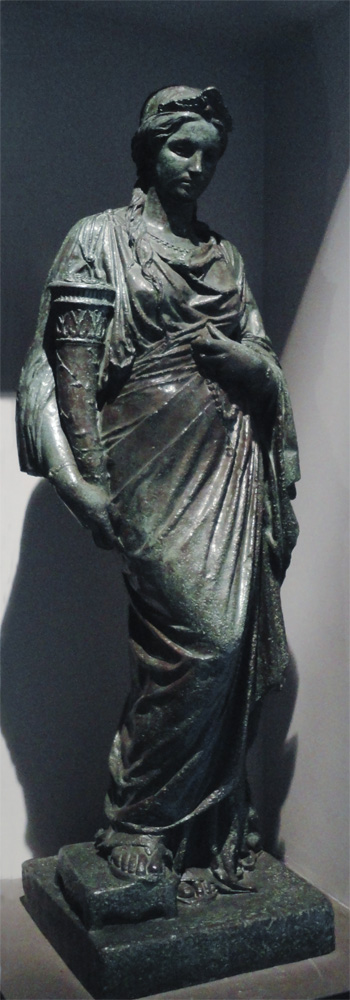
A riqueza, 1877, bronze, Museu Nacional de Arte Contemporânea do Chiado, Lisboa
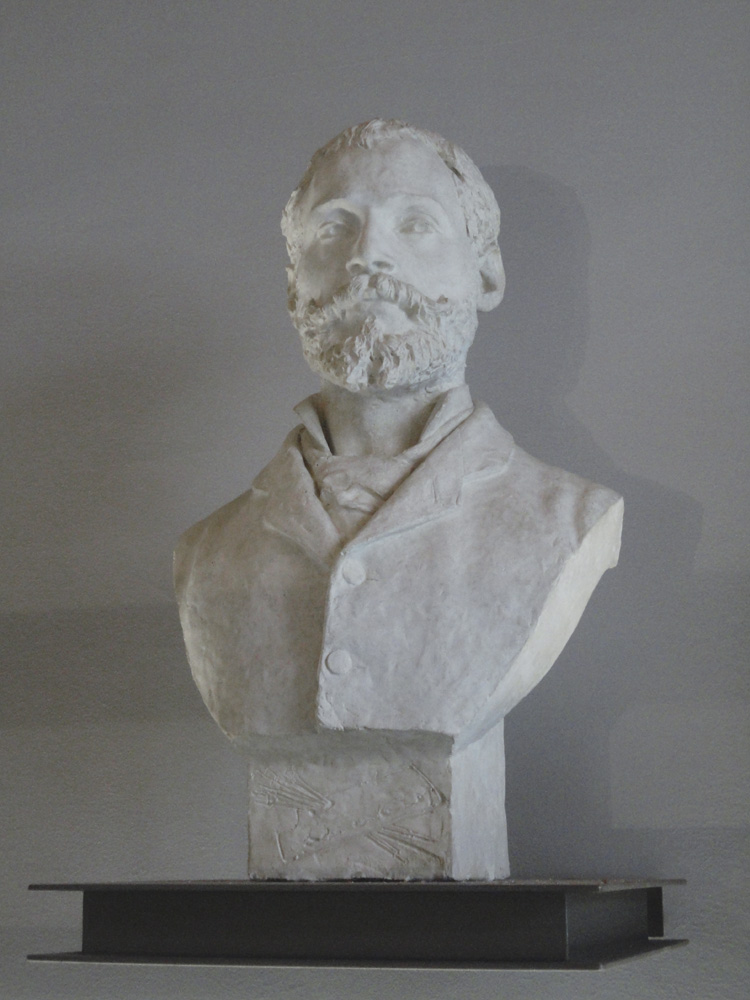
O pintor Marques de Oliveira, 1881, gesso patinado, Museu Nacional de Arte Contemporânea do Chiado, Lisboa
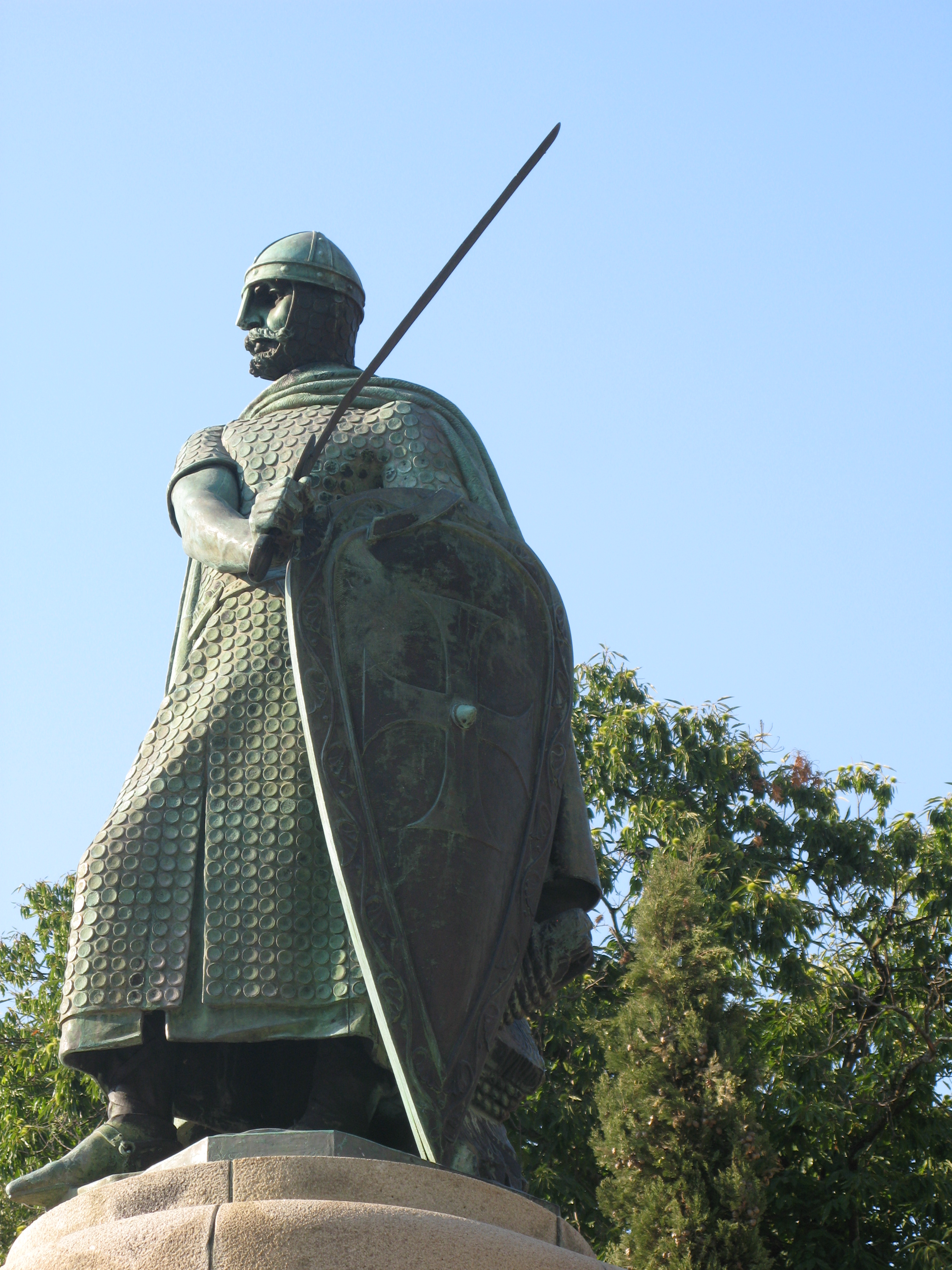
Monumento a D. Afonso Henriques, bronze, Guimarães
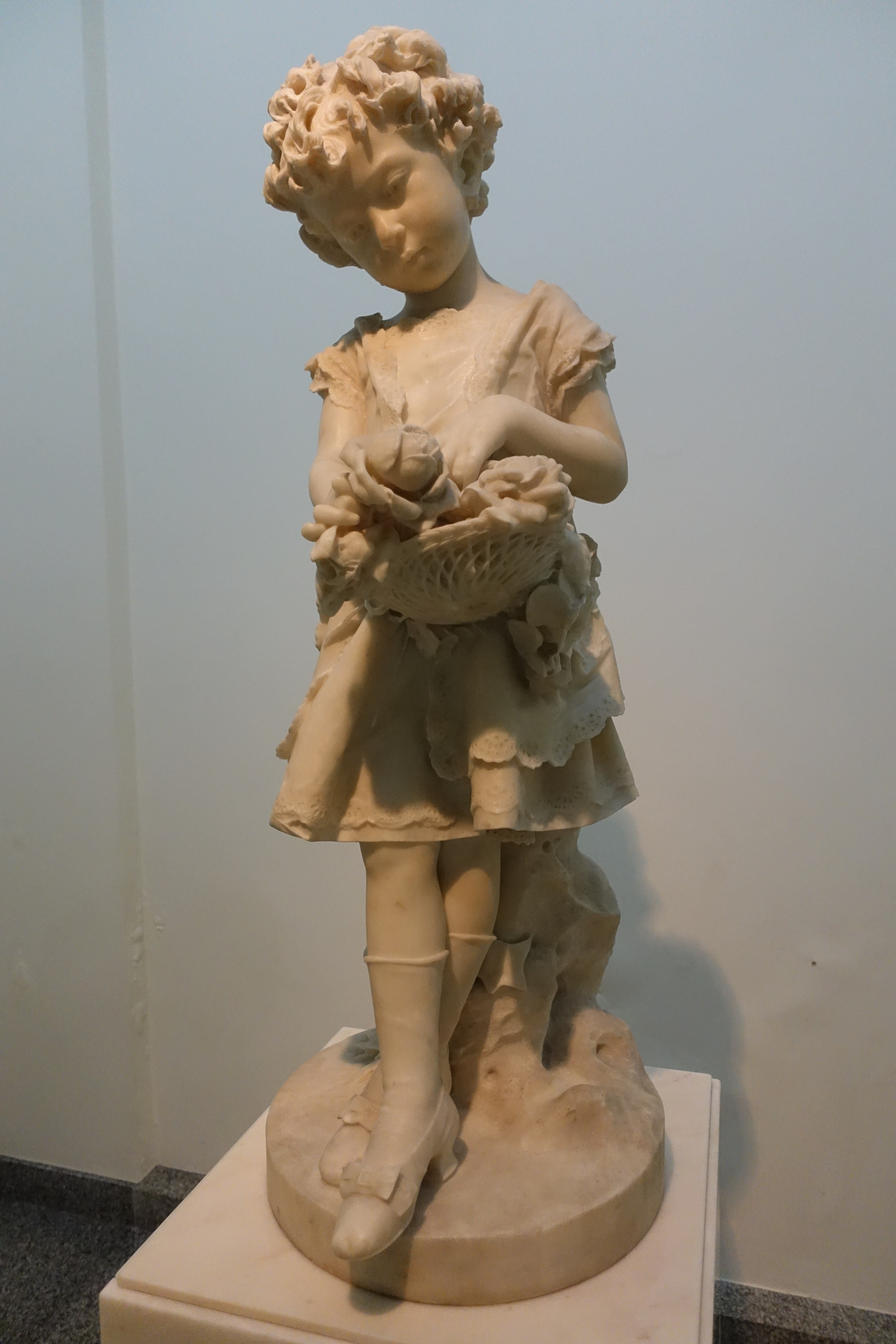
Menina, filha dos condes de Almedina, neta da duquesa de Palmela
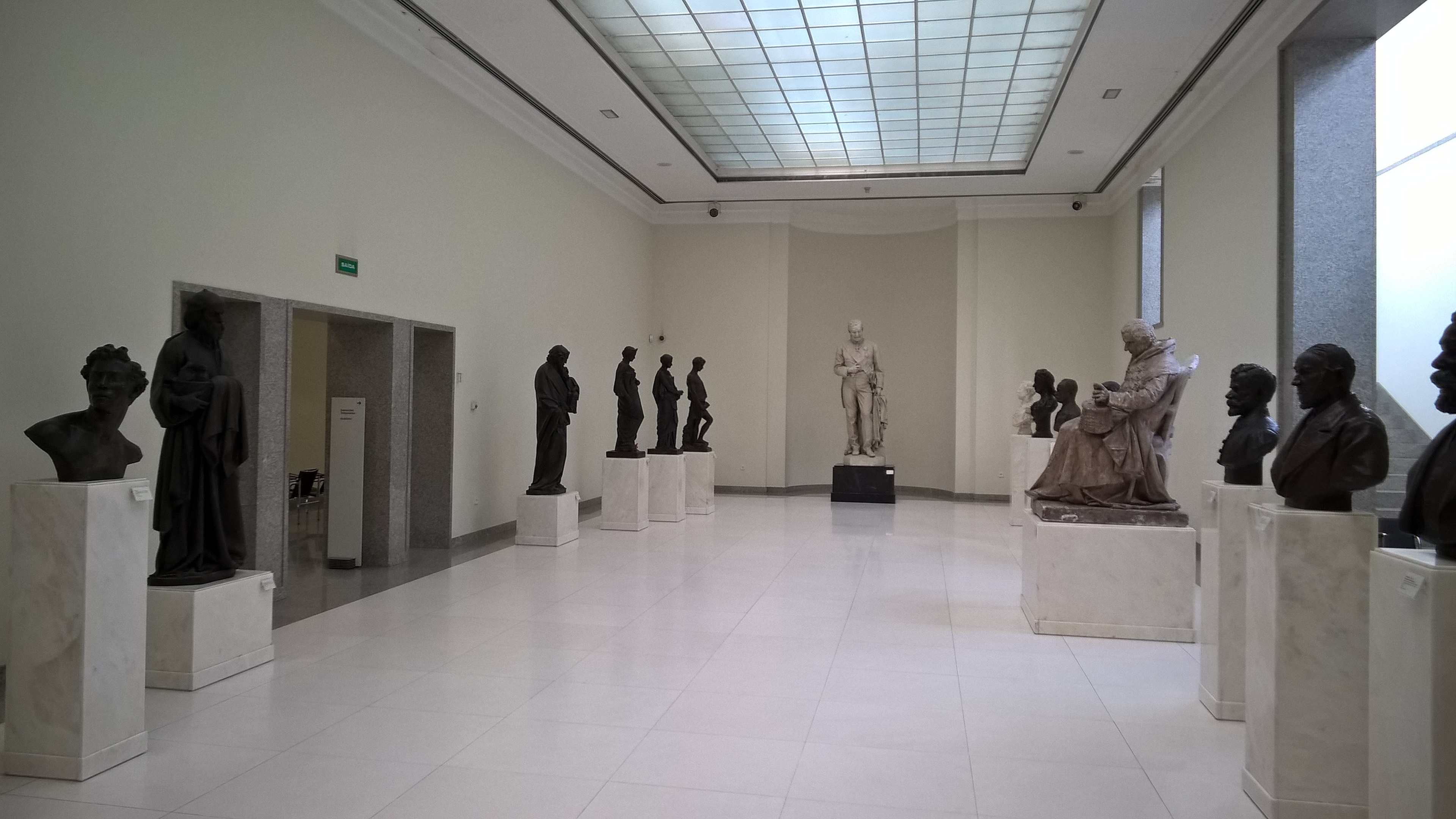
Sala de Escultura no Museu Nacional de Soares dos Reis.